# Mary Simon

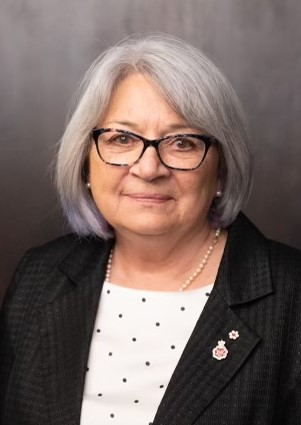
Mary Simon (2022)

Mary Jeannie May Simon (* 21. August 1947 in Kangiqsualujjuaq, Québec) ist eine kanadische Politikerin und Diplomatin. Sie ist seit 2021 Generalgouverneurin von Kanada.
Simon ist eine langjährige Verfechterin für Rechte der indigenen Völker in Kanada und für Zusammenarbeit in der Arktis. Sie war von 1986 bis 1992 Präsidentin der Inuit Circumpolar Conference, von 1994 bis 2003 kanadische Botschafterin für arktische Angelegenheiten und von 1999 bis 2001 Botschafterin in Dänemark.

## Leben und Karriere
Mary Simon ist das zweite von acht Kindern des aus Manitoba stammenden und als Pelzhändler für die Hudson’s Bay Company arbeitenden Engländers oder Anglokanadiers Bob Mardon May und der Inuk Nancy May (Angnatuk-Askew). Sie wuchs in der Region Nunavik, dem mehrheitlich von Inuit bewohnten Nordteil der Provinz Québec auf, wo sie die traditionelle Lebensweise der Inuit mit einer Großfamilie und mehrmonatigen Aufenthalten in der Natur genoss. Bis zur 6. Klasse besuchte sie die Schule in Kuujjuaq (damals offiziell Fort Chimo genannt), danach erhielt sie Hausunterricht.
Simon begann 1969 als Journalistin bei CBC/Radio Canada North zu arbeiten, wo sie Radio- und Fernsehprogramme in Inuktitut produzierte. Daneben schrieb sie für das Magazin Inuit Today. Sie ist seit 1994 in dritter Ehe mit dem Journalisten und Autor Whit Fraser verheiratet und lebt in der kanadischen Hauptstadt Ottawa. Sie hat erwachsene Kinder und mehrere Enkelkinder.
In den 1970er Jahren wurde Simon wegen der für die Inuit zu erwartenden Folgen des Baie-James-Wasserkraftprojekts politisiert. Als Mitglied der Northern Quebec Inuit Association (NQIA), der Interessenorganisation der Inuit in der Provinz Québec, war sie an der Schaffung des Abkommen der Baie James und des Quebecer Nordens im Jahr 1975 beteiligt, der ersten umfassenden Regelung indigener Landansprüche in Kanada. Aus der NQIA ging die Organisation Makivvik hervor, diese Körperschaft vertritt die den Inuit durch das Abkommen zugesprochenen Rechte und verwaltet die Finanzen. Von 1978 bis 1980 war Simon die erste Vizepräsidentin und von 1983 bis 1985 Präsidentin von Makivvik. Sie nahm an den Verhandlungen teil, die zur Festschreibung der Rechte der indigenen Völker (First Nations, Métis und Inuit) im kanadischen Verfassungsgesetz von 1982 führten.
Ab 1980 nahm sie verschiedene Posten in der Inuit Circumpolar Conference ein, der internationalen Organisation der Inuit Alaskas, Kanadas, Grönlands und Russlands. Von 1986 bis 1992 war Simon Präsidentin der ICC. Im Jahr 1993 wurde sie zum Sekretärin und Co-Direktorin für Policy in der von Premierminister Brian Mulroney nach der Oka-Krise (Kanesatake-Widerstand) eingerichteten Royal Commission on Aboriginal Peoples ernannt. 1994 wurde sie Mitglied der Nunavut Implementation Commission, welche die Trennung des hauptsächlich von Inuit bewohnten Bundesterritoriums Nunavut von den Nordwest-Territorien im Jahr 1999 vorbereitete. An der Trent University in Peterborough (Ontario) hatte sie von 1995 bis 1999 die ehrenamtliche Funktion der Kanzlerin.
Die Regierung von Jean Chrétien ernannte Simon 1994 zur Botschafterin für arktische Angelegenheiten – sie war die erste kanadische Inuk auf einem Botschafterposten. In dieser Funktion vertrat sie Kanada 1996 bei der Gründung des Arktischen Rats. Als eine von drei kanadischen Vertretern ihres Landes entsandte die kanadische Regierung sie außerdem in den Gemeinsamen beratenden Ausschuss der Kommission für Umweltzusammenarbeit des Nordamerikanischen Freihandelsabkommens (NAFTA), dessen Vorsitz sie 1998 hatte. Zusätzlich war sie von 1999 bis 2001 kanadische Botschafterin in Dänemark. Seit 2001 ist Simon eine Beraterin des Internationalen Rats für Konfliktlösung beim von US-Präsident Jimmy Carter gegründeten Carter Center.
Von 2006 bis 2012 war sie die Präsidentin der kanadischen Inuitvereinigung Inuit Tapiriit Kanatami (ITK). In dieser Funktion gehörte sie zu den Indigenenvertretern, die am 11. Juni 2008 die förmliche Entschuldigung des Premierministers Stephen Harper für die Umerziehungspolitik der kanadischen Residential Schools entgegennahmen, welche Simon mit einer eigenen Rede zur Versöhnung beantwortete. Von 2008 bis 2014 hatte sie den Vorsitz im Nationalkomitee für Inuit-Bildung des ITK. Im Jahr 2016 ernannte die Ministerin für indigene und nördliche Angelegenheiten, Carolyn Bennett, Simon zu ihrer Sonderbeauftragten für die Entwicklung eines neuen, gemeinsamen arktischen Führungsmodells.
Auf Vorschlag des Premierministers Justin Trudeau ernannte Königin Elisabeth II. Simon am 6. Juli 2021 zur Generalgouverneurin von Kanada. Sie ist das erste Mitglied eines indigenen Volkes in diesem Amt.
Mary Simon hat zahlreiche Bücher, Artikel und Aufsätze zum Klimawandel, Umwelt- und Bildungsthemen und zur Situation der Inuit in Kanada geschrieben. 1992 erhielt sie den Ordre national du Québec, am 24. Juli 1992 den Nersornaat in Gold, 1998 eine kanadische Auszeichnung für Indigene und die Goldmedaille der Royal Geographic Society of Canada, 2005 den Order of Canada, 2021 erneut als Extraordinary Companion, 2009 die Symons Medal und 2018 den High North Hero Award. Zudem erhielt sie elf Ehrendoktortitel kanadischer Universitäten.